# 8 Lacertae
8 Lacertae är en dubbelstjärna och misstänkt variabel i stjärnbilden Ödlan. Dubbelstjärnan består av komponenterna 8 Lacertae A och 8 Lacertae B.
Stjärnan har visuell magnitud +5,28 och varierar i amplitud med 0,05 magnituder utan någon fastställd periodicitet.